# Cùm rụm lá nhỏ
Cùm rụm lá nhỏ, cùm rụm, cùm rụm răng, bùm sụm, ruối huầy, còn gọi là Fukien tea tree (cây trà Phúc Kiến) (danh pháp khoa học: Ehretia microphylla) là loài thực vật có hoa trong họ Ehretiaceae. Loài này được Lam. mô tả khoa học đầu tiên năm 1792.